# Die Taalkommissie
Die Taalkommissie ("språkkommissionen") är en språkmyndighet för afrikaans i Sydafrikas vetenskaps- ock konstakademien (afrikaans Suid-Afrikaanse Akademie vir Wetenskap en Kuns). Dess nuvarande ordförande är Gerhard van Huyssteen.. Kommissionens syfte är att främja afrikaans användning och utveckla dess språknormer. Afrikaans standardiserades för första gången 1917 av den nuvarande Die Taalkommissies föregångare.
Medan Die Taalkommissie endast ägnar sig åt afrikaans finns det en separat organisation för andra Sydafrikas officiella språk (förutom engelska) som heter Pan South African Language Board.